# Prorektor
Prorektor är ställföreträdaren för en rektor vid svenska universitet och högskolor. Tidigare titel vid äldre läroverk var konrektor.
Prorektor skall utses av styrelsen för högskolan för högst sex år. Innan styrelsen utser prorektor skall den höra lärarna, övriga anställda och studenterna på det sätt som styrelsen har bestämt. I sitt arbete med att utse prorektor, skall styrelsen så långt möjligt ta fram såväl kvinnliga som manliga kandidater.
(Högskoleförordningen 2 kap § 10)
Behörig att vara rektor eller prorektor är den som uppfyller behörighetskraven för anställning som professor eller lektor. När rektor anställs och prorektor utses, skall även administrativ skicklighet beaktas. Detta gäller högskola och universitet som staten är huvudman för (Högskoleförordningen 1 kap § 1 och 2 kap § 11).